# Josef Stiegler
Josef „Pepi“ Stiegler (* 20. April 1937 in Lienz) ist ein ehemaliger österreichischer Skirennläufer. Er wurde 1964 Olympiasieger und gleichzeitig Weltmeister im Slalom.

## Karriere
Von Beruf war Stiegler Fotograf. Seine Mutter führte in Lienz ein Fotoatelier, sein Vater Josef war bei der österreichischen Post als Lenker von Linienbussen angestellt. Die ersten Erfolge im Skisport feierte er im Winter 1957. Er wurde Österreichischer Juniorenmeister im Slalom und in der Kombination, gewann in Gröden Abfahrt und Kombination und die Blauherd-Abfahrt in Zermatt. In der Saison 1957/58 gewann er insgesamt sieben Rennen, unter anderem Abfahrt, Slalom und Kombination von Megève und die Kombination von Zermatt. Im nächsten Winter gewann er den Slalom von Megève und wurde Dritter am Ganslernhang in Kitzbühel.
Nachdem er bisher meist nur bei FIS-B-Rennen ganz vorne war, gelang Stiegler am 9./10. Jänner 1960 in Wengen auch sein erster Sieg bei den wichtigen Rennen. Mit Platz zwei in Abfahrt und Slalom gewann er die Kombination am Lauberhorn. Kurz darauf wurde er Zweiter im Kitzbühel-Slalom und Dritter in der Kombination. Bei den Olympischen Winterspielen 1960 in Squaw Valley gewann Stiegler am 21. Februar hinter dem Schweizer Roger Staub die Silbermedaille im Riesenslalom, wobei er kurzfristig als Sieger ausgerufen worden war. Im Slalom wurde er Fünfter, mit dem 15. Rang in der Abfahrt verfehlte er aber als Vierter knapp eine Kombinationsmedaille.
Im Winter 1960/61 gewann Stiegler mehrere wichtige Slalomrennen: Er siegte in Wengen (15. Januar, wobei er auch Rang 2 in der Kombination belegte) ebenso wie in Megève (29. Januar), bei der „Weltmeisterschafts-Generalprobe“ in Chamonix (26. Februar), im Slalom von Kranjska Gora am 4. März 1961 und bei den Arlberg-Kandahar-Rennen in Mürren (12. März; hier wurde er zudem Kombinations-Zweiter). In einer am 16. März veröffentlichten Weltrangliste nahm er in der Gesamtwertung Rang 2 hinter Guy Périllat ein, die Slalomliste führte er vor Périllat an.
Im nächsten Winter konnte er nur den Slalom von Bad Wiessee gewinnen, in Kitzbühel wurde er Dritter (21. Januar). Die Weltmeisterschaften 1962 in Chamonix verliefen ebenfalls enttäuschend. Im Slalom fuhr er lediglich auf den 20. Platz, daher ließ man ihn im Riesenslalom gar nicht starten. Im Slalom und in der Kombination von Megève wurde er jeweils Zweiter (4. Februar). In der Saison 1962/63 gewann Stiegler zwar keines der wichtigen Rennen, doch wurde im Slalom und in der Kombination in Megève Zweiter (27. Januar). Am 6. Jänner 1964 belegte er zunächst die zweiten Plätze im Slalom von Hindelang und im Riesenslalom von Wengen am 11. Jänner und gewann danach den Riesenslalom von Spittal.
Den größten Erfolg seiner Karriere feierte er dann bei den Olympischen Winterspielen 1964 in Innsbruck. Im Riesenslalom kam er hinter dem Franzosen François Bonlieu und Karl Schranz auf den dritten Platz, im Slalom wurde er vor den beiden US-Amerikanern Billy Kidd und Jimmy Heuga Olympiasieger und zugleich Weltmeister. Um seine Aufstellung hatte es interne Differenzen innerhalb des ÖSV gegeben, weshalb Betreuer Rupert Zimmerebner und Cheftrainer Ernst Oberaigner bereits kurz nach den Spielen ihren Rücktritt avisierten. Die österreichischen Sportjournalisten wählten ihn wegen seines Olympiasieges zu Österreichs Sportler des Jahres.
Nach den Spielen beendete Stiegler seine Karriere. Kurze Zeit war er als Herrentrainer im ÖSV tätig, wobei seine Verpflichtung bis 1966 vorgesehen war und er die Mannschaft für die Weltmeisterschaften in Chile vorbereiten sollte (seine Bestellung erfolgte bei der sogenannten Länderkonferenz vom 19. bis 21. Juni 1964 in Bad Gastein). Doch legte der Osttiroler am 10. September 1965 in Innsbruck offiziell seine Funktionen nieder; seine Pläne waren, sich noch Anfang November in die USA zu begeben, wo er in Jackson Hole den Posten eines Skischulleiters bekleiden werde und er setzte in der Folge dieses Vorhaben um und wanderte für immer in die USA aus. Er war am Aufbau einer Skischule im Wintersportort Jackson, Wyoming beteiligt, die er bis 1994 leitete. 2001 wurde er in die „U.S. National Ski Hall of Fame“ aufgenommen. Seine Tochter Resi Stiegler wurde ebenfalls Skirennläuferin, ebenso sein Sohn Josef jun. („Seppi“).

## Sportliche Erfolge

### Olympische Winterspiele
- Squaw Valley 1960: 2. Riesenslalom, 5. Slalom, 15. Abfahrt
- Innsbruck 1964: 1. Slalom, 3. Riesenslalom

### Weltmeisterschaften
- Squaw Valley 1960 : 2. Riesenslalom, 4. Kombination, 5. Slalom, 15. Abfahrt
- Chamonix 1962: 20. Slalom
- Innsbruck 1964 : 1. Slalom, 3. Riesenslalom

### Österreichische Meisterschaften
Stiegler wurde vierfacher österreichischer Meister:
- Slalom: 1960 und 1961
- Riesenslalom: 1963
- Kombination: 1961

### Weitere Platzierungen
- Abfahrts- und Kombinations-Zweiter am 31. Januar 1957 in Morzine[22]
- Kombinations-Dritter am 22. Februar 1957 beim »Tre Funivio« in Sestriere[23]
- Kombinations-Zweiter am 17. März 1957 beim »Gornergrat-Derby« in Zermatt[24]
- Abfahrts-Zweiter und Riesenslalom-Dritter am 22./23. März 1957 in Zakopane[25]
- Rang 2 Riesenslalom in Morzine (21. Januar 1957?)[26]
- Rang 3 in der Gornergrat-Abfahrt in Zermatt am 16. März 1958[27]
- Sieg beim Riesenslalom in Mürren am 18. März 1958[28]
- Rang 2 in der Gesamtwertung des »Drei-Gipfel-Skirennen« in Arosa[29]
- Slalom-Dritter am Hahnenkamm am 18. Januar 1959[30]
- Abfahrts-Dritter, Slalom-Sieger und Kombinations-Zweiter in Megève am 23./24. Januar 1959[31][32]
- Sieger (ex aequo mit Egon Zimmermann I) beim Riesenslalom am Zettersfeld um den «Goldenen Pflug der Stadt Lienz»[33]
- Beim «Dreipisten- bzw. Toni-Mark-Rennen 1962» wurde er am 25. Januar in Saalbach Abfahrtszweiter[34][35] und beim Slalom am 27. Januar in Zell am See Vierter[36]

## Auszeichnungen
- Österreichs Sportler des Jahres 1964
- Goldenes Ehrenzeichen für Verdienste um die Republik Österreich 1996